# آنگوونداسچور
آنگوونداسچور (انگلیسی: Angvundaschorr) یک کوه در استان مورمانسک کشور روسیه است.